# Lyaud
Lyaud és un municipi francès situat al departament de l'Alta Savoia i a la regió d'Alvèrnia-Roine-Alps. L'any 2007 tenia 1.416 habitants.

## Demografia

### Població
El 2007 la població de fet de Lyaud era de 1.416 persones. Hi havia 513 famílies de les quals 78 eren unipersonals (30 homes vivint sols i 48 dones vivint soles), 174 parelles sense fills, 239 parelles amb fills i 22 famílies monoparentals amb fills.
La població ha evolucionat segons el següent gràfic:
Habitants censats

### Habitatges
El 2007 hi havia 622 habitatges, 518 eren l'habitatge principal de la família, 65 eren segones residències i 39 estaven desocupats. 545 eren cases i 73 eren apartaments. Dels 518 habitatges principals, 443 estaven ocupats pels seus propietaris, 67 estaven llogats i ocupats pels llogaters i 8 estaven cedits a títol gratuït; 3 tenien una cambra, 27 en tenien dues, 55 en tenien tres, 130 en tenien quatre i 302 en tenien cinc o més. 482 habitatges disposaven pel capbaix d'una plaça de pàrquing. A 178 habitatges hi havia un automòbil i a 331 n'hi havia dos o més.

### Piràmide de població
La piràmide de població per edats i sexe el 2009 era:
| Homes | Edats   | Dones |
| ----- | ------- | ----- |
| 0     | 95 o +  | 0     |
| 0     | 90 a 94 | 0     |
| 4     | 85 a 89 | 0     |
| 8     | 80 a 84 | 12    |
| 8     | 75 a 79 | 24    |
| 20    | 70 a 74 | 16    |
| 24    | 65 a 69 | 12    |
| 12    | 60 a 64 | 36    |
| 28    | 55 a 59 | 36    |
| 32    | 50 a 54 | 28    |
| 56    | 45 a 49 | 24    |
| 28    | 40 a 44 | 44    |
| 72    | 35 a 39 | 64    |
| 40    | 30 a 34 | 52    |
| 16    | 25 a 29 | 24    |
| 12    | 20 a 24 | 8     |
| 64    | 15 a 19 | 36    |
| 56    | 10 a 14 | 28    |
| 36    | 5 a 9   | 40    |
| 28    | 0 a 4   | 28    |

## Economia
El 2007 la població en edat de treballar era de 920 persones, 735 eren actives i 185 eren inactives. De les 735 persones actives 692 estaven ocupades (366 homes i 326 dones) i 43 estaven aturades (18 homes i 25 dones). De les 185 persones inactives 65 estaven jubilades, 74 estaven estudiant i 46 estaven classificades com a «altres inactius».

### Ingressos
El 2009 a Lyaud hi havia 532 unitats fiscals que integraven 1.490 persones, la mediana anual d'ingressos fiscals per persona era de 23.170,5 €.

### Activitats econòmiques
Dels 47 establiments que hi havia el 2007, 1 era d'una empresa extractiva, 1 d'una empresa alimentària, 1 d'una empresa de fabricació de material elèctric, 4 d'empreses de fabricació d'altres productes industrials, 15 d'empreses de construcció, 7 d'empreses de comerç i reparació d'automòbils, 3 d'empreses de transport, 1 d'una empresa d'hostatgeria i restauració, 1 d'una empresa immobiliària, 5 d'empreses de serveis, 2 d'entitats de l'administració pública i 6 d'empreses classificades com a «altres activitats de serveis».
Dels 14 establiments de servei als particulars que hi havia el 2009, 1 era un paleta, 2 guixaires pintors, 4 fusteries, 2 lampisteries, 2 electricistes, 2 perruqueries i 1 agència immobiliària.
Dels 5 establiments comercials que hi havia el 2009, 2 eren botiges de menys de 120 m², 1 una botiga de menys de 120 m², 1 una fleca i 1 una botiga d'electrodomèstics.
L'any 2000 a Lyaud hi havia 17 explotacions agrícoles.

## Equipaments sanitaris i escolars
El 2009 hi havia 1 escola maternal i 1 escola elemental.

## Poblacions més properes
El següent diagrama mostra les poblacions més properes.